# Supper
Supper es el décimo álbum de estudio de Bill Callahan. Fue lanzado el 18 de marzo de 2003 en Europa por Domino Records y en Norteamérica por Drag City.

## Respuesta de la crítica
Metacritic le asignó un puntaje promedio de 79 sobre 100 basado en 15 reseñas, otorgándole al álbum «Reseñas Generalmente Favorables»
No Ripcord ubicó al álbum en el puesto #39 en su Top 50 álbumes de 2003.

## Lista de canciones
Todas las canciones fueron escritas por Bill Callahan.
Todas las canciones escritas y compuestas por Bill Callahan. 
| N.º | Título                        | Duración |  |
| 1.  | «Feather by Feather»          | 5:36     |  |
| 2.  | «Butterflies Drowned in Wine» | 4:37     |  |
| 3.  | «Morality»                    | 2:46     |  |
| 4.  | «Ambition»                    | 4:27     |  |
| 5.  | «Vessel in Vain»              | 4:19     |  |
| 6.  | «Truth Serum»                 | 7:28     |  |
| 7.  | «Our Anniversary»             | 6:17     |  |
| 8.  | «Driving»                     | 4:09     |  |
| 9.  | «A Guiding Light»             | 3:49     |  |